# Ferdinand De Bondt
Ferdinand De Bondt (Sint-Niklaas, 23 september 1923 – Beveren, 22 februari 2014) was een Belgisch politicus, senator en een van de bekendste figuren in de strijd om het behoud van de Wase Scheldepolders en het polderdorp Doel.

## Levensloop
De Bondt werd geboren in een katholiek gezin en volgde zijn middelbare studies de Broederschool in Sint-Niklaas. Voor zijn politieke carrière was hij leraar, na studies voor regent te hebben beëindigd, van 1943 tot 1945 in Borgloon, daarna van 1945 tot 1961 in Sint-Niklaas in de Broederschool en van 1962 tot 1978 als pedagogisch docent aan de Normaalschool. Op latere leeftijd behaalde hij in 1956 een licentiaat wiskunde aan de Rijksuniversiteit Gent en in 1957 een licentiaat actuariële wetenschappen en in 1964 een licentiaat economie aan de KU Leuven. Van 1967 tot 1968 maakte hij deel uit van het wetenschappelijk personeel van de KU Leuven.
De Bondt werd actief in het Vlaams Verbond van Katholieke Scouts, het Regionaal Comité van de Stichting Lodewijk de Raet en het Jong-Davidsfonds. Ook was hij een vooraanstaand kaderlid van de Vlaamse Volksbeweging en oefende hij veel invloed uit op de federalistisch programma ervan. Bovendien was hij een van de drijvende krachten achter de marsen op Brussel in 1961 en 1962. Hij werd eveneens medewerker en vanaf 1965 hoofdredacteur van Doorbraak, een orgaan binnen de VVB.
In 1968 werd hij lid van de Senaat als Oost-Vlaams provinciaal senator voor de CVP, wat hij bleef tot in 1991. Binnen de CVP behoorde hij tot de vleugel van de Boerenbond. In de periode december 1971-oktober 1980 zetelde hij als gevolg van het toen bestaande dubbelmandaat ook in de Cultuurraad voor de Nederlandse Cultuurgemeenschap, die op 7 december 1971 werd geïnstalleerd. Van 1971 tot 1972 was hij gemeenteraadslid in Sint-Niklaas, en opnieuw vanaf 1977. Vanaf 21 oktober 1980 tot november 1981 was hij tevens korte tijd lid van de Vlaamse Raad, de opvolger van de Cultuurraad en de voorloper van het huidige Vlaams Parlement. In de Senaat viel hij op door zijn deskundigheid in onderwijsvraagstukken en door zijn flamingantische houding. Na de grondwetsherziening van 1970 vond hij dat het hele wetenschapsbeleid, dus ook het universitaire, onder de bevoegdheid van de Nederlandse Cultuurgemeenschap moest vallen. De CVP vaardigde hem ook af bij de Vaste Commissie voor de verbetering van de betrekkingen tussen de Belgische taalgemeenschappen.
In juni 1977 werd De Bondt staatssecretaris voor de Hervorming van de Instellingen in de regering-Tindemans IV (en daarna in de overgangsregering-Vanden Boeynants II, tot de nieuwe verkiezingen in december 1978). Als staatssecretaris was De Bondt (samen met zijn Franstalige collega Jacques Hoyaux) belast met het omzetten van het Egmontpact in wetteksten. Bij die omzetting ging hij uit van een ruime federalistische interpretatie, wat vooral bij Franstalige regeringsleden kritiek uitlokte. In de spanningen en conflicten die in oktober 1978 uiteindelijk tot het ontslag van de regering-Tindemans zouden leiden speelde De Bondt een rol doordat hij wees op onvolledigheden in het Egmontpact en op volgens hem ongrondwettelijke passages in het wetsontwerp (zoals het inschrijvingsrecht voor de Franstaligen die in Vlaamse gemeenten woonden), die nieuwe onderhandelingen noodzakelijk maakten, wat aan Franstalige zijde als onaanvaardbaar werd beschouwd. Ook verdedigde hij het recht van de Vlaamse instellingen om Brussel als Vlaamse hoofdstad en vergaderplaats te kiezen. Dit leidde onder meer tot botsingen met CVP-partijvoorzitter Wilfried Martens.
Wellicht maakte zijn onverzettelijkheid dat de rol van De Bondt na de crisis rond het Egmontpact uitgespeeld was. De Bondt bleef nog senator tot in 1991. Nadien was hij eresenator. Hij gold binnen de CVP als openbaarvervoerspecialist en behoorde tot de Vlaamsgezinde stroming in die partij. Op 2 april 1980 stemde hij met vijf andere CVP-senatoren samen met de oppositie tegen de door de Regering-Martens II ingediende wetsontwerpen die de aanzet vormden voor de drieledige gewestvorming, die de val van deze regering betekende.
Vanaf de eerste plannen voor de expansie van de haven van Antwerpen in de Wase Scheldepolders op de linker Scheldeoever rond 1963 was De Bondt actief in de strijd om de havenexpansie te beperken en landbouw en bewoning te vrijwaren. Door zijn toedoen werd in het gewestplan van 1978 de zogenaamde De Bondtlijn vastgelegd, die van west naar oost liep en de havenexpansie tot het zuidelijk deel van de polders beperkte en het polderdorp Doel voor verdwijnen behoedde.
In de tweede helft van de jaren negentig raakten nieuwe plannen bekend om Doel van de kaart te vegen voor de aanleg van het Deurganckdok en het Saeftinghedok. In 1997 nam De Bondt samen met Karel Van Isacker en cineast Frank Van Passel het peterschap van Doel 2020 op zich, een actiecomité dat ijverde voor het behoud van Doel en de noordelijke Scheldepolders.
In 1998 besliste de Vlaamse regering-Van den Brande II (een coalitie van CVP en SP) dat Doel op termijn moest verdwijnen. Kort daarna verliet De Bondt de CVP om zich volledig aan de strijd voor het behoud van Doel te wijden. Hij was een van de eersten die een verzoekschrift indiende bij het Vlaams Parlement (om Doel niet van de kaart te vegen) toen die mogelijkheid in 1998 gecreëerd werd.
De Bondt overleed in het AZ Nikolaas-ziekenhuis in Beveren na al enkele maanden ziek te zijn geweest.